# Träume im Hexenhaus
Träume im Hexenhaus (The Dreams in the Witch House) ist eine Kurzgeschichte von H.P. Lovecraft. Sie erschien erstmals 1933 in der Juli-Ausgabe des Pulp-Magazins Weird Tales.

## Inhalt
Der Student Walter Gilman bezieht ein vermodertes Dachzimmer in einem sagenumwobenen Haus. Im Hexenwahn des ausgehenden 17. Jahrhunderts soll dort Keziah Mason, eine Frau, die man der Hexerei bezichtigte, an Veränderungen des Raum-Zeit-Kontinuums herumexperimentiert haben, bis sie spurlos verschwand.
Gilman vernachlässigt zunehmend sein Studium, da er sich nur noch mit okkulten Büchern und seinen verworrenen Träumen beschäftigt. Andererseits zeigt er plötzlich erstaunliche Kenntnisse in Astrophysik und philosophiert über Raumkrümmungen sowie die Kontakte zu außerirdischen Bewohnern fremder, weit entlegener Regionen der Galaxis. Immer wieder wähnt er sich in seinen Träumen in surrealen Landschaften, in denen er der alten Hexe begegnet, die bestrebt ist, Gilman dem schwarzen Mann Nyarlathotep vorzustellen. Gilman kennt diese Gestalt aus dem legendären Necronomicon und zweifelt immer mehr an seiner geistigen Gesundheit, da er sich durch eine unerklärliche Macht zu einem bestimmten Punkt am nächtlichen Sternenhimmel hingezogen fühlt. Es stellt sich bald heraus, dass seine Träume keine Manifestation seines angespannten Geisteszustands oder Illusionen sind, denn sein Mitbewohner berichtet ihm von einem violetten Lichtschein in seinem Zimmer. Es ist der gleiche, der die alte Hexe in seinen Träumen umgibt.
Fortan wird sein Leben von wilden Fieberfantasien, Schlafwandeln und der Wahrnehmung seltsamer Geräusche bestimmt.
Er fantasiert von einer außerirdischen Landschaft und tonnenförmigen Kreaturen.
Gilman ist dem Wahnsinn nahe, als er am nächsten Morgen in seiner Stube die Statue eines solchen tonnenförmigen Wesens findet. Die Eigenschaften des Objekts spotten jeder Beschreibung, es scheint definitiv nicht von dieser Welt zu stammen. Die höllischen Seelenqualen führen schließlich zum Tod des jungen Mannes. Infolge der Beschädigung  des verfluchten Hauses durch einen schweren Sturm findet man grauenhaft verstümmelte Leichenteile und uralte Schriftstücke in einer fremden Sprache.

## Charaktere
Walter Gilman
Der aus Haverhill in Massachusetts stammende Walter Gilman kam an die Miskatonic University, um „nichteuklidische Berechnungen und Quantenphysik“ zu studieren, die er mit den „fantastischen Legenden der älteren Magie“ in Verbindung brachte. Er leidet unter einer tiefen geistigen Anspannung, die durch ein zu intensives Studium hervorgerufen wird, und irgendwann verbieten ihm seine Professoren, die Sammlung seltener Bücher in der Universitätsbibliothek zu konsultieren, darunter das Necronomicon, das Buch Eibon und die Unaussprechlichen Kulten. Im weiteren Verlauf der Geschichte hat Gilman Träume von Keziah Mason, Brown Jenkin, Nyarlathotep und einer abstrakten höheren Dimension und beginnt zu schlafwandeln. Die Schärfe seiner Sinne, die in den ersten Absätzen beschrieben wird, kann mit der einiger Figuren von Edgar Allan Poe verglichen werden. Gilman gesteht seinem Kommilitonen Frank Elwood seine ganze Geschichte und wird dann von Brown Jenkin getötet, der aus seiner Brust herausbricht.
Keziah Mason
Eine alte Frau aus Arkham, die im Rahmen der Salemer Hexenprozesse von 1692 verhaftet wurde. In ihrer Aussage vor Richter John Hathorne hatte sie von „Linien und Kurven“ gesprochen, die durch die Wände des Raumes hindurch in andere Räume jenseits davon führen können. Sie sprach auch vom Schwarzen Mann, von ihrem Schwur und von ihrem neuen geheimen Namen Nahab. Später verschwand sie auf mysteriöse Weise aus dem Gefängnis von Salem und hinterließ „Kurven und Winkel, die mit einer roten, klebrigen Flüssigkeit auf die grauen Steinwände geschmiert waren“, die selbst für Cotton Mather unerklärlich waren. Gilman kommt zu dem Verdacht, dass Mason – „eine mittelmäßige alte Frau aus dem siebzehnten Jahrhundert“ – „eine Einsicht in mathematische Tiefen entwickelt hat, die vielleicht die modernsten Erkundungen von Planck, Heisenberg, Einstein und De Sitter übersteigt“. Schließlich stellt sich heraus, dass sie sich in eine höhere Dimension begeben hat, um Wissen zu erlangen und Nyarlathotep zu dienen, nachdem sie das Buch von Azathoth unterzeichnet hat. Mason wird als Frau mit einem „krummen Rücken, einer langen Nase und einem verschrumpelten Kinn“ beschrieben. Sie trägt einen Gesichtsausdruck „von abscheulicher Bosheit und Jubel“ und hat „eine krächzende Stimme, die überredet und droht“. Sie trägt „unförmige braune Gewänder“. Mason gerät beim Anblick eines Kruzifixes, das Gilman bei sich trägt, „in Panik“, so dass er sie in Notwehr erwürgt.
Brown Jenkins

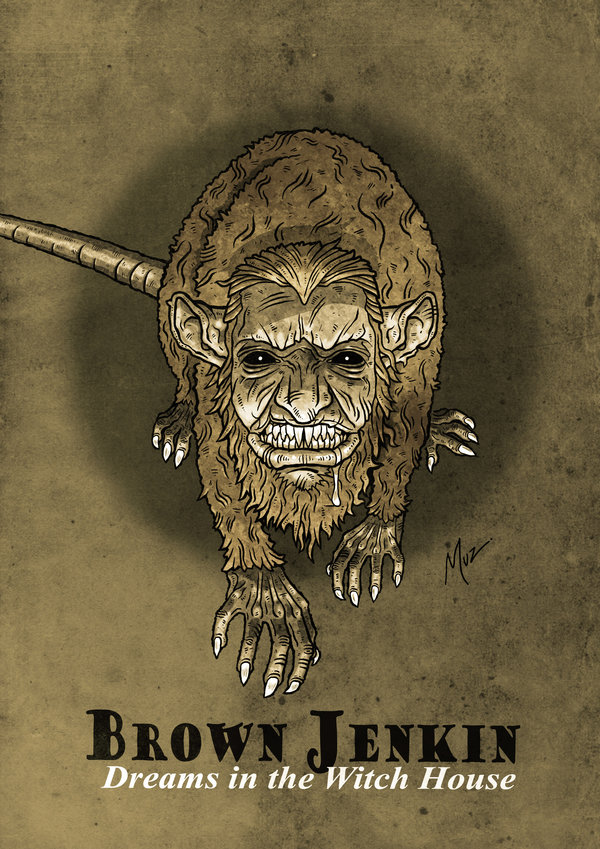

Masons Vertrauter, „ein kleines pelziges Ding mit weißen Fängen“, „nicht größer als eine groß gewachsene Ratte“, das seit Jahren das Hexenhaus und Arkham im Allgemeinen heimsucht und „in den schwarzen Stunden vor der Morgendämmerung die Menschen neugierig beschnüffelt“. In der Geschichte wird diese Beschreibung von Jenkin wiedergegeben:
Zeugen sagten, er habe lange Haare und die Gestalt einer Ratte, aber sein scharfzahniges, bärtiges Gesicht sei bösartig menschlich, während seine Pfoten wie winzige menschliche Hände seien. Es nahm Botschaften zwischen der alten Keziah und dem Teufel entgegen und wurde vom Blut der Hexe genährt, das es wie ein Vampir aussaugte. Seine Stimme war eine Art abscheuliches Kichern, und es konnte alle Sprachen sprechen.

## Ausgaben
- H.P. Lovecraft: The Dreams in the Witch-House. In: Weird Tales, Juli 1933.[1]
- Howard Phillips Lovecraft: The Dreams in the Witch-House. 1937.

Deutsche Übersetzungen
- Träume im Hexenhaus. Phantastische Erzählungen von Howard Ph. Lovecraft, Edgar A. Poe u. a. Hrsg. Kurt Singer.  Übertr. von Joachim A. Frank. Frankfurt a. M. Fischer Taschenbuch Verlag (1983). ISBN 3-596-28088-5
- Träume im Hexenhaus. In: Das schleichende Chaos von Howard Phillips Lovecraft, übersetzt von Andreas Diesel, Festa-Verlag, Leipzig (2006). ISBN 978-3-86552-056-2

## Verfilmungen / Adaptionen
- Der Film Die Hexe des Grafen Dracula von 1968 (Regie: Vernon Sewell, mit Christopher Lee, Boris Karloff, Barbara Steele) basiert lose auf Lovecrafts Erzählung.
- Dreams in the Witch House. TV-Horrorfilm als Episode der Serie Masters of Horror. Regie Stuart Gordon, mit Ezra Godden, Jay Brazeau. 2005.[2]
- Neuste Adaption, allerdings mit nur losem Bezug zur ursprünglichen Geschichte, in „Guillermo del Toro’s Cabinet of Curiosities“ von Guillermo del Toro aus dem Jahr 2022.
- Die 100. Folge vom Gruselkabinett setzte die Geschichte im Mai 2015 als Hörspiel um.[3]
- Die 68.+69. Folge der Hörspielreihe „Midnight Tales“ setzte die Geschichte 2022 als Hörspiel um.
- In der Reihe Holy Horror erschien die Geschichte als Hörspielumsetzung "Cthulhus Ruf 7: Träume im Hexenhaus", Laufzeit: 119 Minuten